# Charles Brun
Pour les articles homonymes, voir Brun.
Charles Marie Brun, né le 22 novembre 1821 à Toulon (Var) et mort le 13 janvier 1897 à Paris, est un ingénieur de la Marine nationale en poste à Rochefort en France.

## Biographie
Élève de l'École polytechnique, il est affecté à sa sortie dans le génie maritime comme ingénieur de première classe avant d'être nommé directeur des constructions navales,.
Il est connu pour avoir participé à la construction du sous-marin Le Plongeur, dessiné par Siméon Bourgois en 1862.
Sur le plan politique, il est:
- député du Var de 1871 à 1876 ;
- sénateur du Var de 1876 à 1889 ;
- ministre de la Marine et colonies du 21 février au 9 août 1883 du Gouvernement Jules Ferry (2).

Il est inhumé au cimetière du Montparnasse (division 3).